# Justicia mossambicensis
Justicia mossambicensis är en akantusväxtart som först beskrevs av Johann Friedrich Klotzsch, och fick sitt nu gällande namn av Gustav Lindau. Justicia mossambicensis ingår i släktet Justicia och familjen akantusväxter. Inga underarter finns listade i Catalogue of Life.